# Solbacken, Köpings kommun
Solbacken är en bebyggelse väster om Kolsva i Kolsva socken i Köpings kommun. Före 2023 klassades Solbacken som en del av tätorten Kolsva, för att från 2023 avgränsas SCB som en separat småort.